# Eisenbahnunfall von Luga
Der Eisenbahnunfall von Luga im Januar 1921 betraf einen gemischten Zug aus Nowgorod nach Leningrad, Sowjetrussland. Der Zug transportierte auch Benzin. Bei voller Fahrt explodierte die Fracht in der Nähe von Luga und der Zug geriet in Brand. 68 Menschen starben.